# Sandile Mthethwa
 (avril 2020).
Si vous disposez d'ouvrages ou d'articles de référence ou si vous connaissez des sites web de qualité traitant du thème abordé ici, merci de compléter l'article en donnant les références utiles à sa vérifiabilité et en les liant à la section « Notes et références ».
Sandile Mthethwa, né le 14 avril 1997, est un footballeur international sud-africain. Il évolue actuellement à Chippa United comme défenseur central, en prêt d'Orlando Pirates.

## Biographie

### En club

#### Orlando Pirates
En janvier 2016, il rejoint Orlando Pirates en provenance de KZN Academy. Pendant un an et demi il ne fait aucune apparition dans le groupe professionnel.

##### Prêt à Richards Bay
Le 15 juin 2017, il est prêté au Richards Bay FC en National First Division. Il dispute sa première rencontre le 20 août 2017 contre Real Kings (1-1).
Après une saison satisfaisante, son prêt est renouvelé le 2 juin 2018. Le 30 septembre 2018, il marque son premier but, offrant la victoire 1-0 à son équipe face à l'Ajax Cape Town. Lors de cette seconde saison, il dispute 26 rencontres de championnat sur 30 possibles et inscrit 4 buts.

##### Prêt à Chippa United
Le 19 juillet 2019, il est prêté à Chippa United en Absa Premiership. Il joue son premier match dans l'élite le 21 septembre 2019, lors d'un match nul 0-0 contre Bloemfontein Celtic.

### En sélection
Il honore sa première sélection en équipe d'Afrique du Sud le 7 juillet 2017, lors de la Coupe COSAFA 2017 contre la Namibie (victoire 1-0).
Il participe ensuite à la Coupe COSAFA 2019.
En 2017, il participe à la Coupe d'Afrique des nations des moins de 20 ans ainsi qu'à la Coupe du monde des moins de 20 ans avec l'équipe d'Afrique du Sud des moins de 20 ans.